# Фред Вилијамсон
Фредерик Роберт Вилијамсон (енгл. Frederick Robert Williamson; Гери, Индијана; рођен 5. марта 1938), познат и као Чекић (енгл. The Hammer), некад и Црни Цезар (енгл. Black Caesar), амерички је глумац и некадашњи професионални фудбалер. Наступао је на позицији одбрамбени бек за тимове Питсбург стилерси (1960), Оукланд рејдерси (1960—81) (1961—1964) и Канзас Сити чифси (1965–1967) у периоду од 1960. до 1968. године. Са тимом Канзас Сити чифси, био је шампион Америчке фудбалске лиге 1967. године.
Од многих улога које је остварио на филму најпознатије су оне у филмовима M*A*S*H (1970), као и серијал разних филмова у оквиру црног експлоатационог филма: Хамер (1972), Црни Цезар (1973), Тај човек Болт (1973), Тројица неустрашивих (1974) и Од сумрака до свитања (1996).